# Dualchi
Dualchi is een gemeente in de Italiaanse provincie Nuoro (regio Sardinië) en telt 743 inwoners (31-12-2004). De oppervlakte bedraagt 23,4 km², de bevolkingsdichtheid is 32 inwoners per km².

## Demografie
Dualchi telt ongeveer 276 huishoudens. Het aantal inwoners daalde in de periode 1991-2001 met 6,5% volgens cijfers uit de tienjaarlijkse volkstellingen van ISTAT.
| Jaar | Inwoneraantal |
| ---- | ------------- |
| 1991 | 817           |
| 2001 | 764           |

## Geografie
De gemeente ligt op ongeveer 321 m boven zeeniveau.
Dualchi grenst aan de volgende gemeenten: Aidomaggiore (OR), Birori, Borore, Bortigali, Noragugume, Sedilo (OR), Silanus.